# Release Me (альбом Барбры Стрейзанд)
| Оценки критиков      | Оценки критиков |
| Источник             | Оценка          |
| -------------------- | --------------- |
| AllMusic             | [ 1 ]           |
| Daily News           | [ 2 ]           |
| Entertainment Weekly | A-              |
| The Independent      | без оценки      |
| The Boston Globe     | без оценки      |

Release Me — сборник американской певицы Барбры Стрейзанд, выпущенный в 2012 году на лейбле Columbia Records.

## Об альбоме
Стрейзанд объявила о выходе альбома на своем официальном сайте в августе 2012 года. Пластинка содержит ранее неизданные треки, записанные между 1967 и 2011 годами, в частности для альбомов Stoney End, The Broadway Album и Back to Broadway. Релиз сборника сопровождался серией коротких видеороликов, размещенных на YouTube, в которых Барбра обсуждала каждый трек. Музыкальное видео на песню «I Think It’s Going to Rain Today» было снято Мэттом Амато.
Альбом дебютировал на 7-м месте в чарте продаж альбомов Billboard 200 (было продано около 40 000 копий), что сделало его 32-м Топ-10 альбомом певицы в карьере.
В 2021 году вышло продолжение альбома — Release Me 2.

## Список композиций
| №   | Название                                                                                        | Автор(ы)                                                  | Длительность |
| --- | ----------------------------------------------------------------------------------------------- | --------------------------------------------------------- | ------------ |
| 1.  | «Being Good Isn’t Good Enough» (From "Hallelujah, Baby!")                                       | Бетти Комден, Адольф Грин, Жюль Стайн                     | 3:30         |
| 2.  | «Didn’t We»                                                                                     | Джимми Уэбб                                               | 2:36         |
| 3.  | «Willow Weep for Me»                                                                            | Энн Ронелл                                                | 3:31         |
| 4.  | «Try to Win a Friend»                                                                           | Ларри Гэтлин                                              | 4:07         |
| 5.  | «I Think It’s Going to Rain Today»                                                              | Рэнди Ньюман                                              | 3:27         |
| 6.  | «With One More Look at You» (From "A Star Is Born")                                             | Пол Уильямс, Кенни Эшер                                   | 3:39         |
| 7.  | «Lost in Wonderland»                                                                            | Маршалл Барер, Антониу Карлос Жобин                       | 3:33         |
| 8.  | «How Are Things in Glocca Morra? / Heather on the Hill» (From "Finian's Rainbow" / "Brigadoon") | Бертон Лэйн, Йип Харбёрг / Фредерик Лоу, Алан Джей Лернер | 4:34         |
| 9.  | «Mother and Child»                                                                              | Алан Бергман, Мэрилин Бергман, Мишель Легран              | 5:03         |
| 10. | «If It’s Meant to Be»                                                                           | Алан Бергман, Мэрилин Бергман, Брайан Бирн                | 4:08         |
| 11. | «Home» (From "The Wiz")                                                                         | Чарли Смоллз                                              | 3:37         |

## Чарты
| Чарт (2012)                      | Высшая позиция |
| -------------------------------- | -------------- |
| Бельгия/Валлония (Ultratop)      | 130            |
| Бельгия/Фландрия (Ultratop)      | 125            |
| Великобритания (UK Albums Chart) | 31             |
| Венгрия (MAHASZ)                 | 29             |
| Испания (PROMUSICAE)             | 33             |
| Италия (Classifica album)        | 83             |
| Канада (Canadian Albums Chart)   | 8              |
| Нидерланды (Album Top 100)       | 37             |
| США (Billboard 200)              | 7              |
| Франция (SNEP)                   | 138            |
| Швейцария (Schweizer Hitparade)  | 78             |